# Пивні війни (фільм, 2009)
Пивні війни (англ. Beer Wars) — документальний фільм 2009 року про американську індустрію виробництва пива. Зокрема, фільм охоплює відмінності між великими корпоративними гігантами, як Anheuser-Busch, Miller Brewing Company, Coors Brewing Company, і невеликими броварнями, як Dogfish Head Brewery, Moonshot 69, Yuengling, Stone Brewing Co., та іншими виробниками крафт-пива. Також документальний фільм розповідає про те, як реклама та лобісти контролюють ринок пива, що знищує конкуренцію та драматично впливає на вибір споживачів.
Сценарій фільму був написаний та зрежисований Анатом Бароном, колишнім головою Mike's Hard Lemonade.